# العلاقات الإسواتينية الليبيرية
العلاقات الإسواتينية الليبيرية هي العلاقات الثنائية التي تجمع بين إسواتيني وليبيريا.

## مقارنة بين البلدين
هذه مقارنة عامة ومرجعية للدولتين:
| وجه المقارنة                                              | إسواتيني                                   | ليبيريا      |
| --------------------------------------------------------- | ------------------------------------------ | ------------ |
| المساحة (كم2)                                             | 17.36 ألف                                  | 111.37 ألف   |
| عدد السكان (نسمة)                                         | 1.37 مليون                                 | 4.73 مليون   |
| الكثافة السكانية (ن./كم²)                                 | 78.92                                      | 42.47        |
| العاصمة                                                   | لوبامبا، مبابان                            | مونروفيا     |
| اللغة الرسمية                                             | لغة إنجليزية، لغة سوازي                    | لغة إنجليزية |
| العملة                                                    | ليلانغيني سوازيلندي                        | دولار ليبيري |
| الناتج المحلي الإجمالي (بليون دولار)                      | 4.41 مليار                                 | 2.16 مليار   |
| الناتج المحلي الإجمالي (تعادل القوة الشرائية) بليون دولار | 11.13 مليار                                | 3.76 مليار   |
| الناتج المحلي الإجمالي الاسمي للفرد دولار أمريكي          | 3.20 ألف                                   | 455          |
| الناتج المحلي الإجمالي للفرد دولار أمريكي                 | 8.29 ألف                                   | 842          |
| مؤشر التنمية البشرية                                      | 0.531                                      | 0.430        |
| رمز المكالمات الدولي                                      | +268                                       | +231         |
| رمز الإنترنت                                              | .sz                                        | .lr          |
| المنطقة الزمنية                                           | التوقيت القياسي لجنوب أفريقيا، ت ع م+02:00 | 00           |

## منظمات دولية مشتركة
يشترك البلدان في عضوية مجموعة من المنظمات الدولية، منها:
| علم المنظمة | اسم المنظمة                                 | تاريخ انضمام إسواتيني | تاريخ انضمام ليبيريا |
| ----------- | ------------------------------------------- | --------------------- | -------------------- |
|             | مؤسسة التنمية الدولية                       | 22 سبتمبر 1969        | 28 مارس 1962         |
|             | البنك الإفريقي للتنمية                      | ?                     | ?                    |
|             | مؤسسة التمويل الدولية                       | 22 سبتمبر 1969        | 28 مارس 1962         |
|             | منظمة حظر الأسلحة الكيميائية                | ?                     | ?                    |
|             | الأمم المتحدة                               | 24 سبتمبر 1968        | 2 نوفمبر 1945        |
|             | الاتحاد الدولي للاتصالات                    | 11 نوفمبر 1970        | 10 أكتوبر 1927       |
|             | منظمة الشرطة الجنائية الدولية               | ?                     | ?                    |
|             | البنك الدولي للإنشاء والتعمير               | 22 سبتمبر 1969        | 28 مارس 1962         |
|             | الاتحاد البريدي العالمي                     | ?                     | ?                    |
|             | المركز الدولي لتسوية المنازعات الاستشارية   | 14 يوليو 1971         | 16 يوليو 1970        |
|             | وكالة ضمان الاستثمار متعدد الأطراف          | 18 أبريل 1990         | 12 أبريل 2007        |
|             | مجموعة دول أفريقيا والكاريبي والمحيط الهادئ | ?                     | ?                    |
|             | الاتحاد الأفريقي                            | ?                     | ?                    |
|             | يونسكو                                      | 25 يناير 1978         | 6 مارس 1947          |

## وصلات خارجية
- موقع وزارة الخارجية الليبيرية